# Ropień okołoodbytniczy
Ropień okołoodbytniczy (łac. abscesus perianalis, ang. perianal abscess, anal abscess, anorectal abscess) – zgromadzenie się ropy lub zbiornik ropy zlokalizowany w okolicy okołoodbytniczej. Powstanie ropnia związane jest z zapaleniem gruczołów przyodbytowych (łac. glandulae anales), zlokalizowanych w przestrzeni międzyzwieraczowej. Zapalenie to może doprowadzić do powstania przetoki bądź ropnia okołoodbytniczego. W gruncie rzeczy przetoka i ropień są różnymi manifestacjami tej samej choroby: ropień- manifestacją o przebiegu ostrym, przetoka- manifestacją o przebiegu przewlekłym.

## Podział
Wyróżnia się cztery podstawowe rodzaje ropni okołoodbytniczych: 
- podskórny/podśluzówkowy,
- międzyzwieraczowy(najczęstszy),
- kulszowo-odbytniczy/ischiorektalny
- i miedniczo-odbytniczy/pelwirektalny.

## Objawy
Objawami ropnia są najczęściej: ostry ból w okolicy odbytu (zwłaszcza w czasie defekacji), wyczuwalne zgrubienie w tej okolicy, gorączka, pogorszenie stanu ogólnego w przypadku dłużej trwającej infekcji. W odróżnieniu do przetok ropnie nigdy nie są bezobjawowe (asymptomatyczne).

## Rozpoznanie
Diagnostyka polega na:
1. Badaniu okolicy i kanału odbytu, niekiedy pod narkozą, która w sytuacjach wątpliwych umożliwia np. niebolesną dla pacjenta punkcję trudnego do zlokalizowania ropnia.
2. Endosonografii odbytowej/rektalnej.
3. Tomografii komputerowej lub rezonansu magnetycznego w sytuacjach skrajnie niejasnych.

## Leczenie
Ropnie okołoodbytnicze wymagają leczenia operacyjnego. Wskazany jest optymalny drenaż jamy ropnia z szerokim, najlepiej owalnym wycięciem brzegów nacięcia. Rana powinna zagoić się wtórnie. Błędem w sztuce jest zarówno jej zaszycie jak i pozostawienie jedynie zwykłego liniowego nacięcia. W obu przypadkach istnieje ryzyko powstania ropnia wtórnego.

## Powikłania
Nieleczony ropień okolicy odbytniczej może skutkować spontaniczną perforacją, rozwinięciem ropowicy miednicy mniejszej, sepsą a nawet zejściem.